# Isla Todos Santos
Isla Todos Santos est un ensemble de deux îles situées à environ 12 miles au large d'Ensenada en Basse-Californie au Mexique bien connues des amateurs de surf. L'accès se fait uniquement par bateau, qui peut être loué à Ensenada, ou à La Bufadora. Les vagues au large de la plus petite île sont parmi les plus hautes du continent nord américain, rivalisant en taille avec celles de Mavericks et de Cortes Bank. Les îles abritent en outre une sous-espèce endémique de Tohi à calotte fauve. On y trouve aussi une sous-espèce de Lampropeltis, le Lampropeltis de l'île de Todos Santos, Lampropeltis zonata herrerae (Van Denburgh & Slevin, 1923)